# Dornier Do D
Il Dornier Do D era un idrosilurante a scarponi monomotore ad ala alta sviluppato dall'azienda tedesca Dornier-Metallbauten GmbH nei primi anni venti.
Derivato dal Dornier Komet III civile, benché realizzato per soddisfare una richiesta per la Marina imperiale giapponese, la quale però finì per non accettare il progetto, venne acquistato dal Regno di Jugoslavia che divenne il maggiore contraente e dove rimase in servizio fino all'inizio della seconda guerra mondiale.

## Storia del progetto
Nei primi anni venti la Marina imperiale giapponese stava valutando di equipaggiarsi di un nuovo modello di idrovolante adatto al siluramento aereo da assegnare ai reparti della Dai-Nippon Teikoku Kaigun Kōkū Hombu, il proprio servizio aeronautico.
Per soddisfare la richiesta Claude Dornier avviò per conto della Kawasaki il progetto di un idro a galleggianti che sfruttava l'esperienza acquisita nella realizzazione del Komet III da trasporto civile. Gli accordi commerciali prevedevano la realizzazione di un prototipo da inviare in Giappone appena conclusa la prima fase di sviluppo e prove in volo, quindi la cessione della licenza per avviarne localmente la produzione.
Dornier disegnò un velivolo dalla struttura completamente metallica che condivideva la maggior parte del progetto del Komet III abbinando due galleggianti collegati separatamente alla fusoliera tramite una robusta struttura metallica, soluzione necessaria per lasciare lo spazio richiesto dal dispositivo di sgancio del siluro collocato sotto la fusoliera. Questa struttura venne non ufficialmente indicata come "Hosensepp" richiamandosi ad un modo di dire popolare dell'Alta Baviera che indica con "Sepp" chi porta o vende pantaloni ("hosen" in lingua tedesca). Altre caratteristiche erano nella posizione dell'ala, dal generoso spessore ma, per esigenze aerodinamiche, meno pronunciato dei precedenti modelli, collocata poco al di sopra della fusoliera e rinforzata da una doppia coppia, una per lato, di aste di controvento, e nella collocazione dei membri dell'equipaggio, con il pilota che occupava un abitacolo aperto posizionato sotto l'ala.
La costruzione del prototipo, equipaggiato con un motore Rolls-Royce Eagle IX, un 12 cilindri a V raffreddato a liquido e caratterizzato dal radiatore di tipo "automobilistico", si concluse nel corso del 1924 quindi, dopo una serie di prove in volo preliminari e l'ufficiale passaggio di consegne con gli inviati dell'azienda giapponese il 24 ottobre di quello stesso anno a Manzell, inviato in Giappone. In quella configurazione venne valutato da una commissione esaminatrice della Marina imperiale nel corso del 1925 tuttavia, benché fosse l'unico modello presentato in quella circostanza in grado di ottemperare completamente alle specifiche, non ottenne alcun contratto di fornitura.
Dopo un momentaneo accantonamento del progetto, lo sviluppo del Do D riprese nel 1926 con nuovi esemplari, indicati come Do D Bas ed equipaggiati con una diversa motorizzazione (si trattava in questo caso del BMW VI 5,5 a presa diretta) e sui quali vennero testate differenti soluzioni tecniche che li differenziavano dal disegno originale. Così l'abitacolo del pilota venne spostato in posizione più arretrata, soluzione che però diminuì notevolmente la visibilità anteriore, e la struttura di supporto dei galleggianti venne sostituita con una a quattro elementi che però aumentava la sezione frontale e la massa del velivolo con una eccessiva perdita in prestazioni; vennero inoltre testate diverse posizioni per il radiatore ed un impennaggio dal diverso disegno.
Nel frattempo il governo del Regno di Jugoslavia, alla ricerca di nuovi velivoli con cui dotare i reparti della componente aerea della marina militare, espresse interesse nei confronti del modello stipulando un iniziale contratto di fornitura per dieci esemplari. A questo lotto, Wk. Nr. 131-140, completamente evaso nel 1929, se ne aggiunse, alla consegna dell'ultimo esemplare, un secondo da 14 unità comprese le parti di ricambio necessarie alla loro manutenzione. Al fine di assicurare la corretta gestione degli esemplari in servizio venne creata una apposita struttura diretta dall'ingegner Götz ed un meccanico proveniente dalla Dornier.
Altri tre esemplari vennero presi in carico dal Reichsverkehrsministerium, il ministero dei trasporti della Repubblica di Weimar, che li rigirò alla compagnia aerea Deutsche Luft Hansa (DLH), utilizzati su rotte costiere, ed alla Deutsche Verkehrsfliegerschule (DVS) utilizzati come addestratori. Gli esemplari tedeschi conclusero la loro vita operativa assegnati al Deutsche Versuchsanstalt für Luftfahrt (DVL), l'istituto tecnico per gli studi sull'aerodinamica.

## Impiego operativo

### Primati
Tra il luglio e l'agosto 1927 un Do D equipaggiato con un motore BMW VI dotato di riduttore interposto all'elica fu protagonista, ai comandi dei piloti Zinsmaier, Wagner e Fath, nel conseguimento di otto diversi primati mondiali, sia a vuoto che con carico, di velocità, altitudine e sulla distanza.

## Versioni
Do D
prototipo, equipaggiato con un motore Rolls-Royce Eagle IX
Do D Bas
versione idroaerosilurante/ricognitore di produzione in serie, equipaggiata con un motore BMW VI 5,5.

## Utilizzatori

### Civili
Germania
- Deutsche Luft Hansa (DLH)

### Governativi
Germania
- Deutsche Versuchsanstalt für Luftfahrt (DVL)
- Deutsche Verkehrsfliegerschule (DVS)

### Militari
Jugoslavia
- Jugoslovensko kraljevsko ratno vazduhoplovstvo i pomorska avijacija

operò con 24 esemplari.